# Merkato
Merkato, també escrit Mercato, és el mercat a l'aire lliure de la ciutat d'Addis Abeba. És conegut per ser el més gran i amb mercaderies més variades d'Àfrica. Té una extensió sense determinar exactament, en kilòmetres quadrats, i ocupa gran part del districte de Ketema.

## Història
El mercat de la ciutat estava situat originalment a la zona de l'església de Saint George, (Sant Jordi), i la majoria de mercaders eren àrabs. Durant l'ocupació italiana (1936-1941), les polítiques de segregació varen fer d'aquest mercat una zona estrictament d'ús comercial només per a blancs, europeus en la seva majoria. Com a conseqüència, els àrabs i tots els altres mercaders varen moure els seus llocs de feina a l'àrea de Ketema, a l'est d'Addis Abeba, on continua en l'actualitat.

## Distribució
El merkato, degut a la seva gran extensió, està organitzat en gremis, i en conseqüència, també en productes. Després s'hi troben una mena de subcategories, dins el mateix gremi de fabricants o artesans, que afecta també als productes, i que es fa per nivell de qualitat.
El mercat de fruites i verdures està situat la part alta de Churchill Avenue, a la zona coneguda amb el nom de Piazza, just davant l'antic edifici de l'oficina de correus i molt prop de l'església de Saint George, lloc original del mercat. Aquesta es podria considerar l'entrada o principi de tot el que és l'Addis merkato.

## Altres dades d'interès
- S'estima que Merkato dona feina a uns 15.000 treballadors, molts d'ells venedors ambulants.
- Hi ha uns 4.000 negocis.
- La zona laberíntica de carrerons estrets, està ocupada majorment per uns 80 operadors majoristes, i pel gremi del cafè.